# Goéland dominicain
Larus dominicanus
Espèce
Statut de conservation UICN

 LC  : Préoccupation mineure
Le Goéland dominicain (Larus dominicanus) est une espèce d'oiseaux de mer  de la famille des Laridae.

## Description

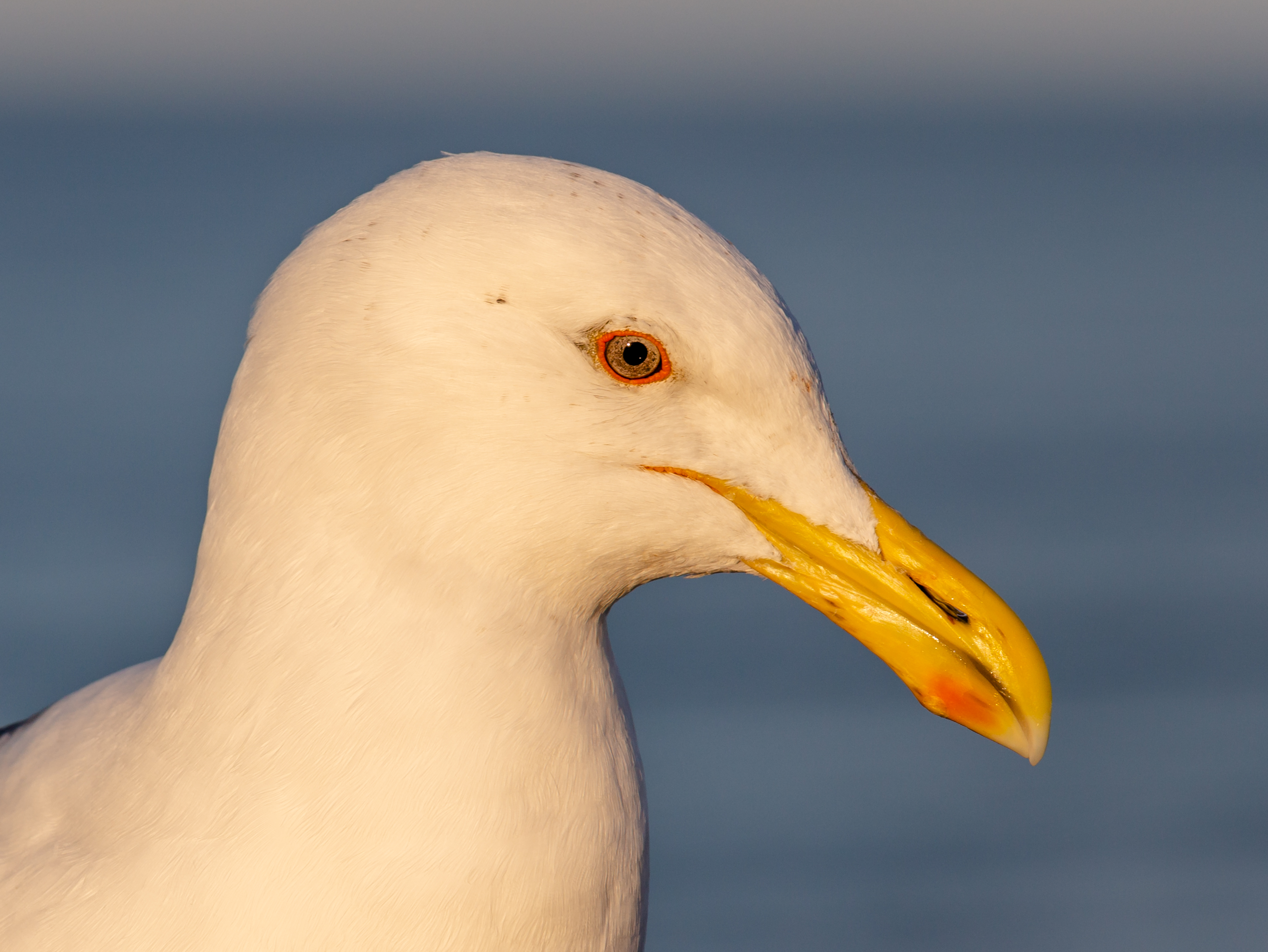
Goéland dominicain en Nouvelle-Zélande. Mai 2019.

C'est l'équivalent austral du Goéland brun (Larus fuscus) de l'hémisphère nord et lui est semblable au point de vue taille. Cet oiseau mesure 56 cm de long en moyenne et a une envergure de 128 cm.

## Répartition
Il réside sur les côtes d'Amérique du Sud et d'Afrique australe ; il hiverne à travers les île sub-antarctiques, du sud-est de l'Australie et de la Nouvelle-Zélande.

## Habitat et comportement
Il est principalement un oiseau côtier. Son nid est une dépression peu profonde dans la terre avec de la végétation et des plumes. La femelle pond normalement 2 ou 3 œufs. Les deux parents alimentent les jeunes poussins.

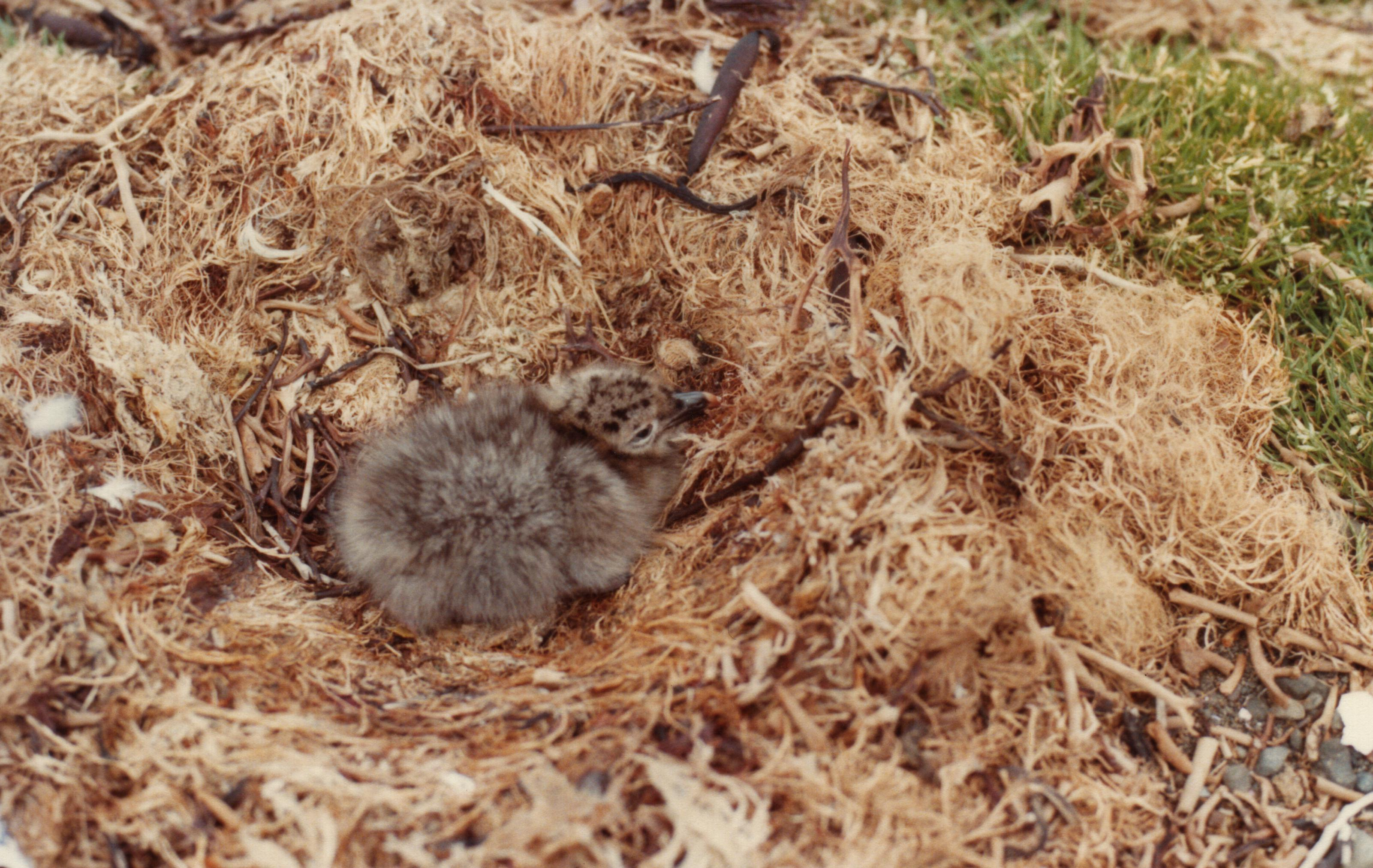
Poussin au nid

## Taxinomie
D'après la classification de référence (version 14.1, 2024) de l'Union internationale des ornithologues, le Goéland dominicain possède 5 sous-espèces (ordre philogénique) :
- Larus dominicanus vetula Bruch, 1853 — littoral sud-ouest africain ;
- Larus dominicanus melisandae Jiguet, 2002 — littoral sud malgache ;
- Larus dominicanus judithae Jiguet, 2002[2] — îles subantarctiques de l'océan indien ;
- Larus dominicanus dominicanus Lichtenstein, MHC, 1823 — côtes subantarctiques (de l'Australie aux Antilles australes);
- Larus dominicanus austrinus Fleming, JH, 1924 — littoral antarctique.